# Municipio de Santiago Tenango
El municipio de Santiago Tenango (en náhuatl: tenamitl ‘muralla’, co ‘lugar de; 'Lugar amurallado') es un municipio de 1,995 habitantes situado en el Distrito de Etla, Oaxaca, México.

## Demografía
En el municipio habitan 1,995 personas, de las cuales, 2% hablan una lengua indígena.

### Localidades
En el municipio se encuentran los siguientes poblados: 
| Localidad                 | Población (2010) |
| ------------------------- | ---------------- |
| Santiago Tenango          | 448              |
| El Correo                 | 329              |
| El Tejocote               | 220              |
| La Cieneguilla            | 216              |
| La Carbonera              | 176              |
| El Mogote del Sol         | 150              |
| Loma Larga                | 144              |
| El Huerto                 | 70               |
| Loma Chacano              | 52               |
| Buenavista                | 44               |
| El Tejocote               | 27               |
| Punta Cañada de Agua      | 27               |
| La Manzanita (Joya Verde) | 21               |
| Loma Conejo               | 17               |
| Cañada el Puente          | 3                |
| Bernal                    | 1                |

## Flora y fauna
En el municipio se encuentran diferentes especies silvestres.
Flora: encino, pinocote, madroño, enebro, olite, copal, nopal, marrubio, ruda, orégano, menta. 
Fauna: venado, ardilla, tejón, zorrillo, zorra, coyote, paloma, tecolote, conejo, águila, pájaro carpintero, codorniz, cenzontle, quebrantahuesos, coralillo, serpiente cascabel, escorpión, culebra de agua.